# Xã Snake Spring, Quận Bedford, Pennsylvania
Xã Snake Spring (tiếng Anh: Snake Spring Township) là một xã thuộc quận Bedford, tiểu bang Pennsylvania, Hoa Kỳ. Năm 2010, dân số của xã này là 1.639 người.